# Mindrevolutions
Mindrevolutions is het achtste studioalbum van de Zweedse rockgroep Kaipa.

## Inleiding
De manier van samenwerken in verschillende geluidsstudio’s beviel Kaipa goed. Ook dit derde album na de reünie is opgenomen in diverse geluidsstudio’s met als centrale de HGL Studio in Uppsala. Net als haar twee voorgangers wordt op de compact disc de maximale speelduur van het medium gebruikt. Het album was wel het laatste album van Kaipa met zowel Lundin als Stolt; de wegen scheidden wederom.

## Musici
- Hans Lundin – hammondorgel, synthesizers, mellotron, piano en zang
- Roine Stolt – elektrische en akoestische gitaren, percussie en zang
- Morgen Ågren – drumstel
- Jonas Reingold – al dan niet fretloze basgitaar
- Patrik Lundström – eerste zangstem, achtergrondzang
- Aleena Gibson – eerste zangstem, achtergrondzang

## Muziek
| Nr. | Titel                                                   | Duur  |
| --- | ------------------------------------------------------- | ----- |
| 1.  | The dodger (Lundin (m), Lundin, Stolt (t))              | 8:09  |
| 2.  | Electric leaves (Lundin (m), Lundin, Stolt (t))         | 4:13  |
| 3.  | Shadwos of time (Lundin (m), Lundin (t))                | 6:50  |
| 4.  | A pair of sunbeams (Lundin (m), Lundin, Stolt (t))      | 5:19  |
| 5.  | Mindrevolutions (Lundin (m), Lundin, Stolt (t))         | 25:47 |
| 6.  | Flowing free (Lundin (m), Lundin, Stolt (t))            | 3:53  |
| 7.  | Last free Indian (Lundin (m), Stolt (t))                | 7:27  |
| 8.  | Our deepest inner shore (Lundin (m), Lundin, Stolt (t)) | 4:59  |
| 9.  | Timebomb (Lundin (m), Lundin, Stolt (t))                | 4:32  |
| 10. | Remains of the day (Lundin (m), Stolt (t))              | 8:02  |

## Ontvangst
Dick van der Heijde hoorde een uitbundig Kaipa, waarbij het album in drie delen uiteenvalt. Kantelpunt is het lange titel stuk centraal op het album. Op Progarchives was de algemene teneur dat het album minder was dan voorganger Keyholder en dat de rek er een beetje uit was. De recensenten van Dutch Progressive Rockpages sloten zich daar grotendeels bij aan, maar vonden toch ook nog muzikale lichtpuntjes op het album. Het album haalde nergens de hitlijsten.